# Fyrstendømmet Litauen
Fystendømmet Litauen (litauisk: Lietuvos kunigaikštystė; latin Ducatus Lithuaniae) var en statsdannelse af etniske litauere, der eksisterede fra 1100-tallet, til 1413, hvor det blev en del af det nyoprettede Vilnius voivodskab. Det meste af tiden, var fyrstedømmet en del af, og politisk centrum i Storfyrstendømmet Litauen. I perioden 1000 tallet til 1200-tallet kaldtes området også Aukštaitija eller "Lietuvos Země" (dansk: Litauernes Land), og fra 1300-tallet til det tidlige 1400-tal "Fyrstendømmet Vilnius". Andre kilder bruger betegnelsen "Det egentlige Litauen" (litauisk: Lietuva siaurąją prasme eller tikroji Lietuva; latin: Lithuania propria). Hovedstaden for fyrstendømmet var indtil slutningen af 1200-tallet Kernavė, der er på UNESCOs Verdensarvsliste.

## Historie
Fyrstendømmet formodes at være dannet på venstre bred af Neris-floden, i den centrale del af det nuværende Litauen under storfyrste Vytenis af Litauens regeringstid, 1295 til 1316. Fyrstendømmet udvidedes hurtigt mod øst, hvor det kom til at omfatte hele Aukstaitija. Området blev allerede nævnt i 1009 som Litua, et område der regeredes af fyrster (latin: Dux Lithuania) fra den litauiske stamme, Aukštaitijans, eller "litauere".
Efter udvidelsen af den litauiske stat i 11- og 1200-tallet, hvor Litauen var kendt som Kongeriget Litauen (1253-1263) og senere som Storfyrstendømmet Litauen, gik Fyrstendømmet Litauen i arv mellem fyrsterne som en del af Storfyrstendømmet.
Gediminas (1316–1341) holdt hof i det nyopførte Senieji Trakai (dansk: ~Gammel Trakai) slot.
Fra 1300-tallet blev Fyrstendømmet Litauen kendt som Fyrstendømmet Vilnius og efter Gediminas' regeringstid i 1337 blev den sydvestlige del af fyrstendømmet udskilt som fyrstendømmet Trakai. Fyrstendømmet Trakai blev senere grundlaget for Trakai voivodskab. 1342–82 var Kęstutis fyrste i Fyrstendømmet Litauen.
Den sidste fyrste af Fyrstendømmet Litauen var Vytautas Didysis, som overtog titlen i 1392 efter Jogaila som et resultat af Ostrów traktaten. Jogaila havde arvet fyrstetitlen fra sin far Algirdas. Efter Vytautas administrative reform i 1413, baseret på Horodło traktaten, blev fyrstetitlen nedlagt og Fyrstendømmet Litauen blev til Vilnius voivodskab.